# Physcomitrella patens
Physcomitrella patens es un musgo (Bryophyta) usado como organismo modelo en estudios de evolución vegetal, desarrollo y fisiología.

## Organismo modelo
Los musgos comparten procesos fundamentales genéticos y fisiológicos con las plantas vasculares, aunque los dos linajes divergieron tempranamente en la evolución vegetal. Un estudio comparativo entre los representantes modernos de las dos líneas pueden dar una mirada dentro de la evolución de los mecanismos hacia la complejidad de la flora moderna. Es en este contexto que Physcomitrella patens se usa como organismo modelo.
Physcomitrella patens es uno de los pocos conocidos  organismos multicelulares con recombinaciones homólogas altamente eficientes. Básicamente, esto significa que los investigadores pueden apuntar a una secuencia exógena de ADN en una posición específica genómica; haciéndola una herramienta poderosa y sensible para estudiar funciones de los genes y, en combinaciones con estudios con plantas tipo Arabidopsis thaliana, ayudan a desentrañar los mecanismos moleculares en la evolución vegetal.
El genoma de Physcomitrella patens,  tiene cerca de 500 MB organizados en 27 cromosomas, y estuvo completamente secuenciado en 2006.

## Ciclo de vida
Como todos los musgos, su ciclo se caracteriza por una alternancia de dos generaciones:
1. un gametófito haploide que produce gametos.
2. un esporófito diploide donde se producen esporas haploides.

Las esporas se desarrollan en una estructura filamentosa llamada protonema, compuesta de dos tipos de células:
1. cloronemas con grandes y numerosos cloroplastos.
2. caulonemas de crecimiento velocísimo.

Los filamentos de protonemas crecen exclusivamente por crecimiento apical de sus células apicales y podrán originar ramas laterales de células subapicales.  Algunas células laterales iniciales pueden diferenciarse en brotes más que en ramas laterales. Estos brotes pueden alcanzar a ser gametoforos, que son estructuras más complejas, asimilándose a estructuras cuasihojosas, rizoides y hasta órganos sexuales: femenino arquegonio y masculino anteridio. Physcomitrella patens es monoico, lo que significa que los órganos macho y hembra se producen en la misma planta. Si hay disponible agua, las células flageladas espermáticas pueden nadar del anteridio hacia un arquegonio y fertilizar al huevo. Resultará en un cigoto diploide originando un esporófito que se compone de un pie, una seta y una cápsula, donde miles de esporas haploides se producirán por meiosis.

## Distribución
Physcomitrella patens está ampliamente distribuida en el hemisferio norte.